# Soleil Royal (1749)
La Soleil-Royal era una nave da Guerra della Marina francese e prestò servizio tra il 1750 e il 1759, quando fu bruciata il 24 novembre nella baia di Quiberon per non essere catturata dalla flotta britannica di Sir Hawke. Fiore all'occhiello di Conflans durante la battaglia dei Cardinali, era equipaggiata con 80 cannoni.
Costruita a Brest tra il 1748 e il 1749 e progettata da Jacques Luc Coulomb era lunga 59,2 metri, larga 15,6 e con una capacità di carico che oscillava tra le 2 000 e 2 200 tonnellate. Il suo equipaggio comprendeva circa 800 uomini tra marinai e soldati, 80 ufficiali e 120 sotto ufficiali.